# Куртушибински хребет
Куртушибѝнският хребет (на руски: Куртушибинский хребет) е дълъг планински хребет в Южен Сибир, в южната част на Красноярски край и северната част на Република Тува, в централната част на планинската система Западни Саяни.
Простира се покрай левия бряг на река Ус (десен приток на Енисей) на протежение около 200 km в посока югозапад – североизток по границата между Красноярски край и Република Тува от долината на Енисей до изворите на Ус. Максимална височина връх Беделиг 2492 m (51°47′03″ с. ш. 92°28′14″ и. д. / 51.784167° с. ш. 92.470556° и. д.), в крайната му югозападна част. Изграден е основно от кристалинни шисти, туфи, варовици и кварцити, пронизани с интрузии от перидотити и гранити. На югозапад и североизток височината му надхвърля 2000 m, а в средната си част е понижен и там го пресича федерално шосе № 54 от Абакан за Кизил на 1450 m. От него водят началото си множество десни притоци на Голям Енисей (Хут, Ожу, Уюк и др.) и Енисей (Ежим, Урбун и др.) и леви притоци на Ус (Тихая, Тьоплая и др.). Склоновете му са покрити с лиственични и кедрови гори.
Куртушибинският хребет е открит, първично изследван и топографски заснет през 1773 – 74 г. от руския военен геодезист Егор Пестерев.

## Топографски карти
- Топографска карта М-46-А; М 1:500 000[2]
- Топографска карта N-46-Г; М 1:500 000[3]